# Leptochilus montivagus
Leptochilus montivagus är en stekelart som beskrevs av Gusenleitner 2002. Leptochilus montivagus ingår i släktet Leptochilus och familjen Eumenidae. Inga underarter finns listade i Catalogue of Life.